# Élection présidentielle gabonaise de 2025
L'élection présidentielle gabonaise de 2025 a lieu le 12 avril 2025 afin d'élire le président de la République gabonaise.
Organisé moins de deux ans après le coup d’État ayant renversé Ali Bongo, et l'adoption d'une nouvelle constitution par référendum en novembre 2024, le scrutin se traduit par la victoire du général Brice Clotaire Oligui Nguema, meneur du coup d'État. Il succède ainsi aux Bongo père et fils, au pouvoir de 1967 à 2023.

## Contexte

### Coup d'État de 2023

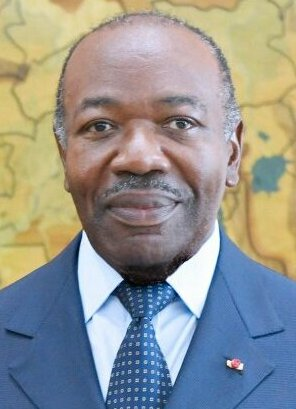
Ali Bongo en 2022.

L'annonce des résultats des élections générales gabonaises de 2023, qui donnent la président Ali Bongo élu pour un troisième mandat consécutif, est immédiatement suivie d'un coup d'État. Une douzaine de militaires de plusieurs corps des Forces armées gabonaises déclarent sur la chaîne de télévision Gabon 24 l’annulation des élections et la dissolution des institutions. Qualifiant les résultats du scrutin de « tronqués », ils annoncent la mise en place d'un Comité pour la transition et la restauration des institutions (CTRI), afin de mettre « fin au régime en place ». Ali Bongo est placé en résidence surveillée,. L'annonce suscite une liesse populaire dans la capitale Libreville ainsi que dans d'autres villes dont Port-Gentil. Si Internet est rétabli, les militaires maintiennent les frontières fermées. Le putsch reçoit le soutien de la majorité de l'opposition et d'une partie de l'ancienne coalition au pouvoir.
Comme annoncé, Brice Clotaire Oligui Nguema prête serment le 4 septembre 2023 au palais présidentiel de Libreville en tant que président de la Transition,, en présence des juges de la Cour constitutionnelle, du Premier ministre, de la vice-présidente et des présidents des deux chambres parlementaires sortants. Lors de son discours d'investiture, il promet de rendre le pouvoir aux civils lors d'élections « libres, transparentes, crédibles et apaisées », mais après une transition dont il ne précise pas la durée, au cours de laquelle il annonce vouloir organiser un référendum sur une nouvelle Constitution, afin d'établir des institutions « plus démocratiques » et « respectueuses des droits humains »,.

### Dialogue national de 2024

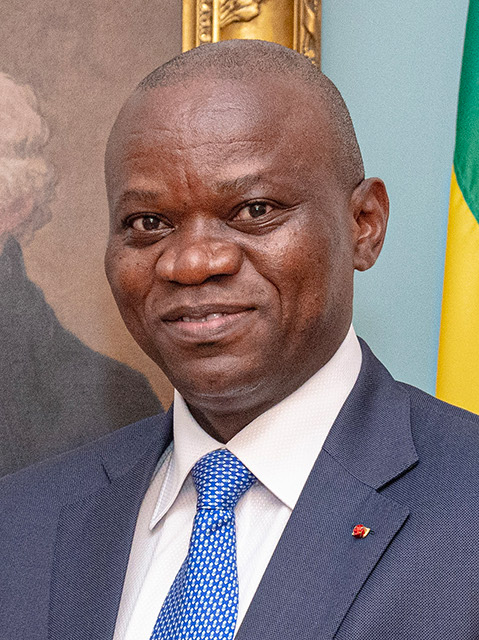
Brice Clotaire Oligui Nguema en 2024.

En mai 2024, le nouveau régime organise un dialogue national. Les participants proposent une période de transition de deux ans, la mise en place d'un régime présidentiel avec la suppression du poste de Premier ministre et la mise en place d'une « préférence nationale ».
Afin de remplacer la Constitution en vigueur depuis 1991, un projet de Constitution est remis au président de la Transition le 31 août 2024, qui convoque les deux chambres parlementaires en Assemblée constituante pour discuter du texte pendant dix jours à partir du 12 septembre. La junte militaire forme à cette occasion le Comité pour la transition et la restauration des institutions. Le projet prévoit un régime présidentiel dans lequel le gouvernement ne peut être censuré. Pour être candidat à l'élection présidentielle, il faut être de père et de mère gabonais. L'Assemblée constituante n'est par ailleurs pas souveraine, la junte ayant le pouvoir d'accepter ou de rejeter les amendements.
L'Assemblée constituante termine ses délibérations le 22 septembre et adopte des amendements sous la forme de recommandations. Ayant opéré 802 amendements, les députés rétablissent le poste de Premier ministre et la possibilité de censurer le gouvernement.
Le projet final est adopté en conseil des ministres le 17 octobre et la date du référendum constitutionnel fixée au 16 novembre. Le texte est rendu public le 22 octobre. Contrairement à la mouture initiale, le candidat à l'élection présidentielle doit avoir au moins un parent gabonais.
Si la Constitution est approuvée, par référendum, avec une élection présidentielle, pour août 2025, elles marqueront la fin de la période de transition.

### Référendum constitutionnel de 2024
Contrairement aux scrutins précédents, le référendum constitutionnel gabonais de 2024 est organisé par le ministère de l'Intérieur, et non pas par la commission électorale. Un couvre-feu nocturne est par ailleurs décrété pour des raisons de sécurité. Selon les estimations données par les chaînes de télévision, le taux de participation est de 70 %.
Le 17 novembre, le ministère de l'Intérieur annonce la victoire du Oui à la nouvelle Constitution,,. Les résultats doivent être confirmés par la Cour constitutionnelle puis promulgués par le président de la transition. La nouvelle Constitution prévoit son entrée en vigueur effective à l'issue de la prochaine élection présidentielle, menant ainsi à l'instauration de la Deuxième République dans le pays,,.
Le 29 novembre, la Cour constitutionnelle valide les résultats du référendum, adoptant définitivement la Constitution, qui est promulguée le 19 décembre par Brice Oligui Nguema,.

### Calendrier électoral de la transition
La date de l'élection présidentielle est annoncée le 23 janvier 2025. La date est anticipée par rapport à la prévision antérieure d'août 2025. La date des élections législatives n'est pas fixée en même temps que celle de l'élection présidentielle. Le 23 janvier, il n'est pas fourni de calendrier électoral complet pour la fin des élections correspondant à la transition post-coup d'État militaire. La date des élections législatives ne semble pas devoir être fixée avant l'élection présidentielle.

### Missions d'observation internationales
Dans les jours qui précèdent l'élection présidentielle, plusieurs organisations internationales dépêchent au Gabon des missions d'observation pour garantir la transparence du scrutin. C'est notamment le cas de l'Union africaine, de l'Organisation internationale de la francophonie ainsi que du Commonwealth, dont le Gabon a été partiellement suspendu à la suite du coup d'État de 2023 dans l'attente d'une transition démocratique.

## Mode de scrutin
Le président de la République gabonaise est élu au scrutin majoritaire uninominal à deux tours pour un mandat de sept ans, renouvelable une fois.
La Constitution de 2024 prévoit que sont éligibles les personnes d'âgées de 35  à   70 ans qui ont au moins un parent né gabonais, qui sont détentrices exclusives de la nationalité gabonaise, qui ont résidé au Gabon pendant au moins trois ans sans discontinuité avant l’élection, qui parlent au moins une langue nationale, qui jouissent d'« un état complet de bien-être physique et mental dûment constaté par un collège médical » désigné par les bureaux des deux chambres du Parlement et qui jouissent de leurs droits civils et politiques,.

## Candidats
Les candidatures sont déposés entre le 27 février et le 8 mars 2025.
Le ministère de l'Intérieur retient les candidats suivants :
- Brice Clotaire Oligui Nguema, indépendant soutenu par le Rassemblement des bâtisseurs ;
- Alain-Claude Bilie-By-Nze, indépendant ;
- Stéphane Germain Iloko, indépendant ;
- Joseph Lapensée Essigone, indépendant.

D'autres candidatures sont rejetées. Les candidats suivants sont repêchés par la Cour constitutionnelle :
- Thierry Yvon Michel Ngoma, indépendant ;
- Axel Stophène Ibinga Ibinga, indépendant ;
- Alain Simplice Boungoueres, Parti patriotique gabonais ;
- Gninga Chaning Zenaba, indépendante[41].

La candidature de Jean-Rémy Yama a été rejetée par la Cour constitutionnelle, confirmant la décision du ministère de l'Intérieur.
Par ailleurs, la nouvelle Constitution, fixant à 70 ans l'âge maximal pour se présenter aux élections, écarte les candidatures des opposants Albert Ondo Ossa, vainqueur présumé du scrutin de 2023, et de l'ancien vice-président Pierre Claver Maganga Moussavou.

## Résultats
| Candidats                | Candidats                    | Partis                   | Premier tour | Premier tour |
| Candidats                | Candidats                    | Partis                   | Voix         | %            |
| ------------------------ | ---------------------------- | ------------------------ | ------------ | ------------ |
|                          | Brice Clotaire Oligui Nguema | RdB                      | 588 074      | 94,85        |
|                          | Alain-Claude Bilie-By-Nze    | RPG                      | 19 265       | 3,11         |
|                          | Joseph Lapensée Essigone     | Indépendant              | 3 744        | 0,60         |
|                          | Gninga Chaning Zenaba        | Indépendante             | 2 419        | 0,39         |
|                          | Alain Simplice Gombré        | PPG                      | 2 299        | 0,37         |
|                          | Stéphane Germain Iloko       | LRA                      | 2 214        | 0,36         |
|                          | Axel Stophène Ibinga Ibinga  | Indépendant              | 1 384        | 0,22         |
|                          | Thierry Yvon Michel Ngoma    | Indépendant              | 601          | 0,10         |
|                          |                              |                          |              |              |
| Votes valides            | Votes valides                | Votes valides            | 620 000      | 96,48        |
| Votes blancs et nuls     | Votes blancs et nuls         | Votes blancs et nuls     | 22 632       | 3,52         |
| Total                    | Total                        | Total                    | 642 632      | 100          |
| Abstention               | Abstention                   | Abstention               | 273 993      | 29,89        |
| Inscrits / participation | Inscrits / participation     | Inscrits / participation | 916 625      | 70,11        |

## Analyse et conséquences
Brice Clotaire Oligui Nguema emporte largement cette élection présidentielle avec plus de neuf dixième des suffrages et une participation de 70 %. Alain-Claude Bilie-By-Nze, ancien Premier ministre d'Ali Bongo, annoncé comme son rival le plus sérieux, obtient 3 % des suffrages exprimés. Les autres candidats ne dépassent pas 1 % chacun. C'est la première fois depuis 1967 que le président élu à la tête du Gabon n'est pas membre de la famille Bongo. Le 18 avril, le score du président élu est revu à la hausse, passant de 90,35 % selon les résultats préliminaires, à 94,85 %.
Le nouveau président, dont l'investiture se déroule le 3 mai, doit notamment nommer deux vice-présidents, le vice-président de la République, au rôle protocolaire, chargé de le remplacer en cas de vacance du pouvoir, et le vice-président du gouvernement, en charge du gouvernement. Le vice-président de la Transition Joseph Owondault Berre et le Premier ministre Raymond Ndong Sima sont pressentis pour occuper ces fonctions respectives. Brice Oligui Nguema doit également organiser de nouvelles élections législatives, départementales, municipales et enfin sénatoriales. Une loi sur l'organisation des partis politique, aux objectifs de réduction drastique du nombre des partis, doit précéder l'organisation des scrutins vers le mois d'août 2025. Jusqu'alors simple « plateforme politique », le Rassemblement des bâtisseurs (RdB) du nouveau président doit à cette occasion se transformer en parti politique, ses principales figures ayant ainsi lancé une campagne nationale d'adhésion.